# VR FleetCare
VR FleetCare ist ein finnischer Instandhaltungsbetrieb für Schienenfahrzeuge.

## Geschichte
Als die Staatseisenbahn Valtionrautatiet 1995 aufgeteilt wurde, wurde VR FleetCare gegründet, um die Instandhaltung der Schienenfahrzeuge von VR-Yhtymä durchzuführen. VR FleetCare ist eine Tochtergesellschaft der VR Group.

## Beschreibung
Das Instandhaltungsunternehmen VR FleetCare bietet neben dem Fahrzeugunterhalt Modernisierungsprojekte, Komponentenservice, Lebenszyklusmanagement und digitale Services an. Zu den Kunden zählen die verschiedenen Geschäftsbereiche der VR Group sowie andere Betreiber in den nordischen und baltischen Staaten, wie Helsingin kaupungin liikennelaitos (HKL), Helsingin seudun liikenne (HSL), AS Eesti Liinirongid (Elron) und Vy Tog AS.
Das Unternehmen wartet viele verschiedene Arten von Schienenfahrzeugen, darunter Güter- und Personenwagen, Gleismaschinen, Lokomotiven und U-Bahnen.
Zusätzlich bietet VR FleetCare einen ComponentCare-Service für mehr als 2000 Komponentenartikel an.

## Servicenetz
Das Servicenetz umfasst zehn Niederlassungen in ganz Finnland.
Der Hauptsitz befindet sich in der Ausbesserungswerkstätte und im Betriebswerk Pasila.

### Ausbesserungswerke

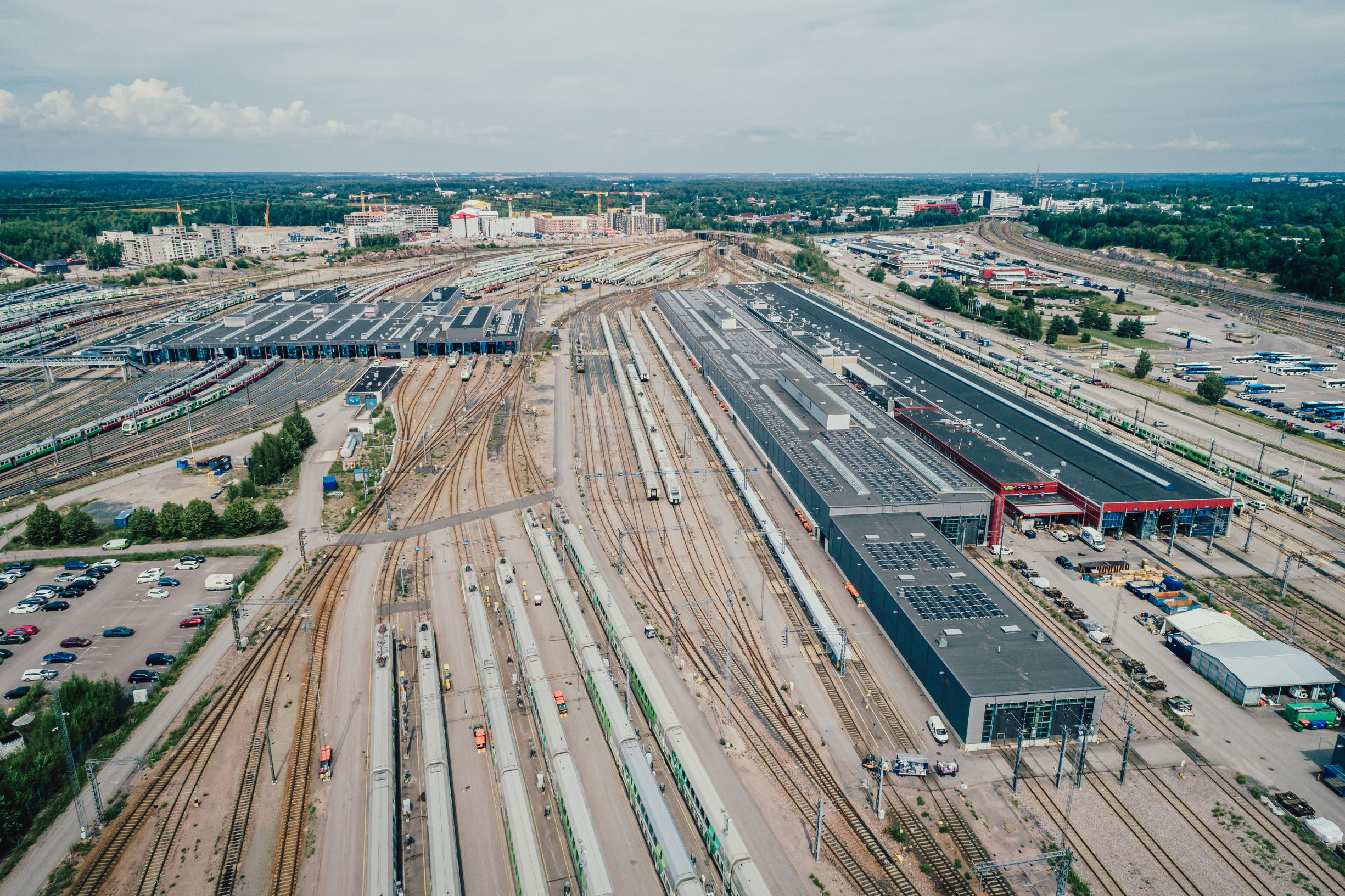
Ausbesserungswerk und Bahnbetriebswerk Helsinki

#### Helsinki
In Helsinki betreibt VR FleetCare das Ausbesserungswerk für Elektrolokomotiven und Reisezugwagen sowie das Bahnbetriebswerk in Ilmala. Das Werk liegt etwa fünf Kilometer nördlich des Stadtzentrums von Helsinki und ist mit mehr als 60 Hektar der größte Betrieb von VR FleetCare. Neben den Werkstätten sind Komponentenlinien, eine Raddrehmaschine und Waschhallen vorhanden.

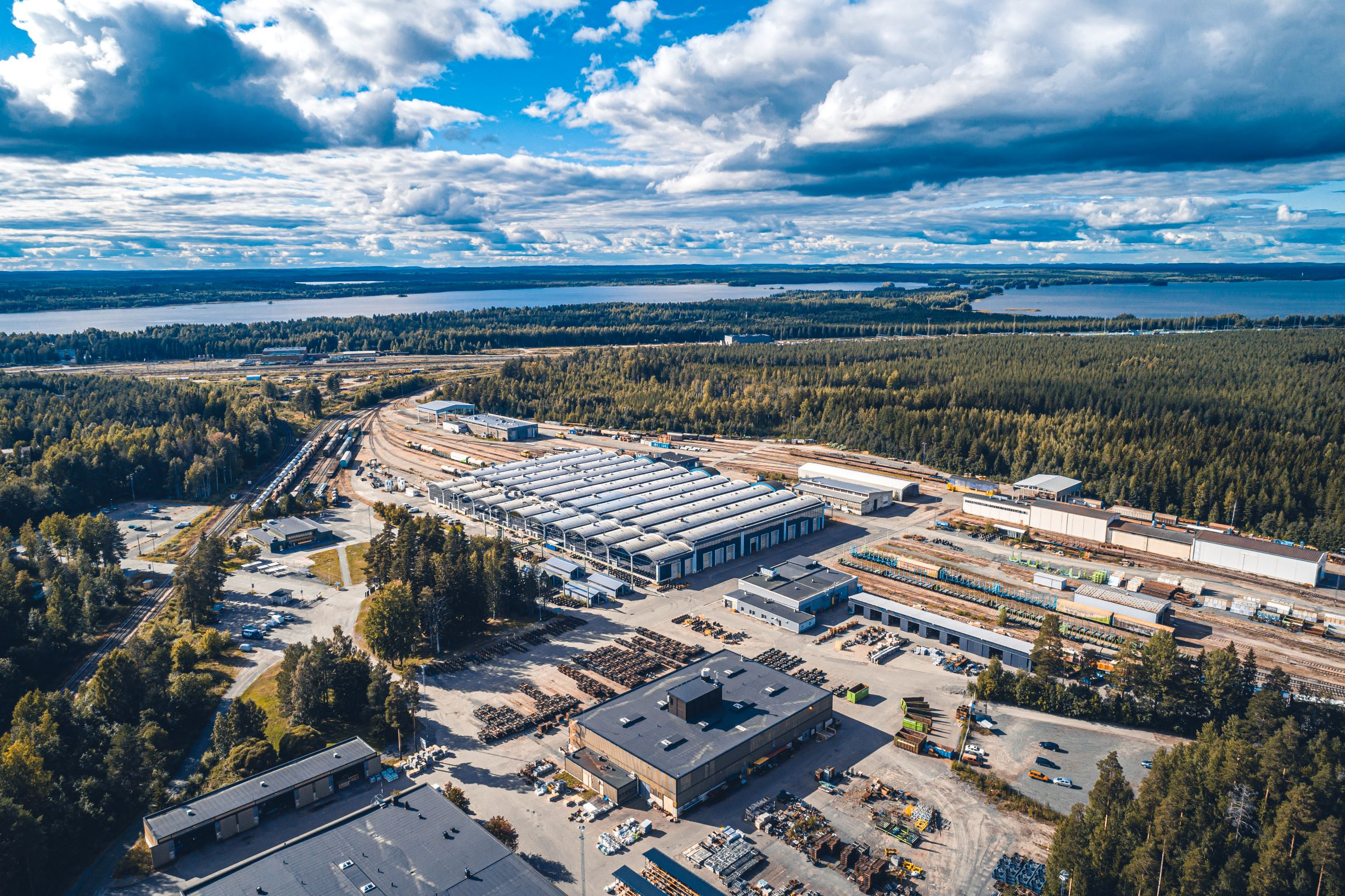
Ausbesserungswerk und Bahnbetriebswerk Pieksämäki

#### Pieksämäki
Das Ausbesserungswerk Pieksämäki für Güterwagen, Diesellokomotiven und Gleisbaumaschinen befindet sich in der Region Etelä-Savo, etwa 300 Kilometer nordöstlich von Helsinki. Seit mehr als 90 Jahren werden in Pieksämäki Wartungsarbeiten durchgeführt. Das Werk ist sowohl über die Schiene als auch über die Straße gut erreichbar. Darüber hinaus befinden sich das Ausbesserungswerk sowie das Bahnbetriebswerk Pieksämäki auf angrenzenden Grundstücken.

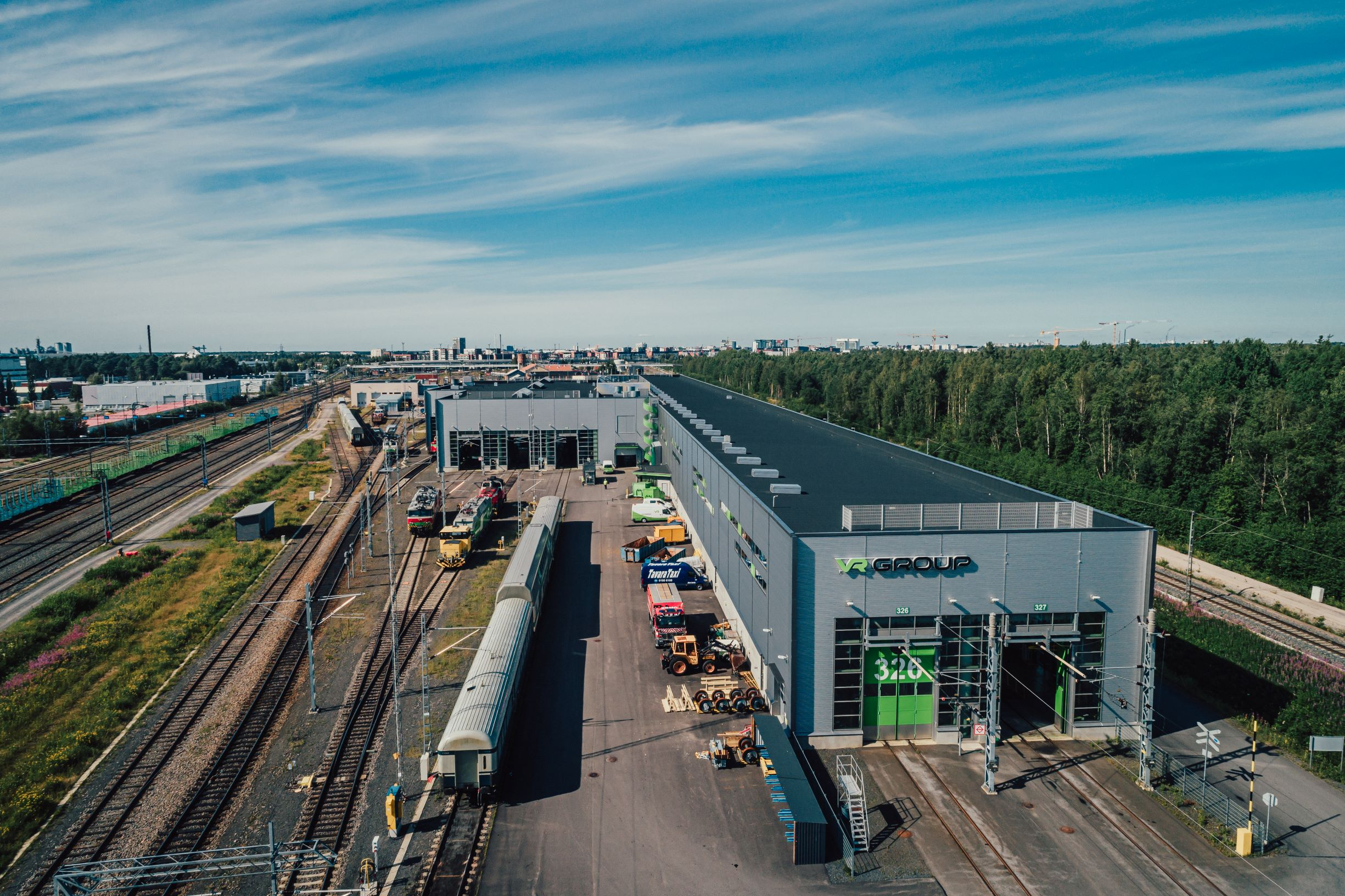
Bahnbetriebswerk Oulu

### Bahnbetriebswerke
Für den laufenden Unterhalt bestehen folgende Bahnbetriebswerke:
- Helsinki-Ilmala
- Joensuu
- Kouvola
- Oulu
- Pieksämäki
- Tampere